# プロパン
プロパン (独: Propan，英語発音: [ˈproʊˌpeɪn]) は、分子式 C3H8、構造式 CH3-CH2-CH3 で表されるアルカンである。

## 化学的性質
分子量は 44.11。無色で可燃性を持ち、常温では気体である。天然ガスの成分のひとつである。CAS登録番号は74-98-6。異性体はない。酸化されるとプロパノールになる。爆発限界は2.1〜9.5vol%（空気中）。
プロパンは他の天然ガス成分とは異なり空気よりも重い。空気の比重と比較すると1.5倍重く、プロパンが漏洩すると床面に滞留する。液体プロパンは大気圧では瞬時に気化する。気化の際に雰囲気から熱を奪うために、水蒸気が凝縮して白い霧が生じる。

## 製法
プロパンは天然ガス・プロセッシング、石油の分留あるいは分子量の大きいアルカンのクラッキングによって得ることができる。天然ガス・プロセッシングは、気体の天然ガスから融点（凝縮点）の差を利用してプロパンとブタンを分離する方法である。また、石油精製過程にてガソリンや灯油の副生成物として得ることも可能である。沸点は−42.1 °Cであり、LPガスに用いられるガスの中で最も沸点が低い。
日本では、プロパン消費量の約4分の3を輸入に頼り、国産プロパンは主に原油（99.7 %が輸入）の分留による。プロパンの輸入相手先国は従来サウジアラビアなどの中東地域が中心であったが、シェールガス開発が進んだことにより2017年時点ではLPガス（後述）の55 %がアメリカ合衆国からの輸入である。

## 用途

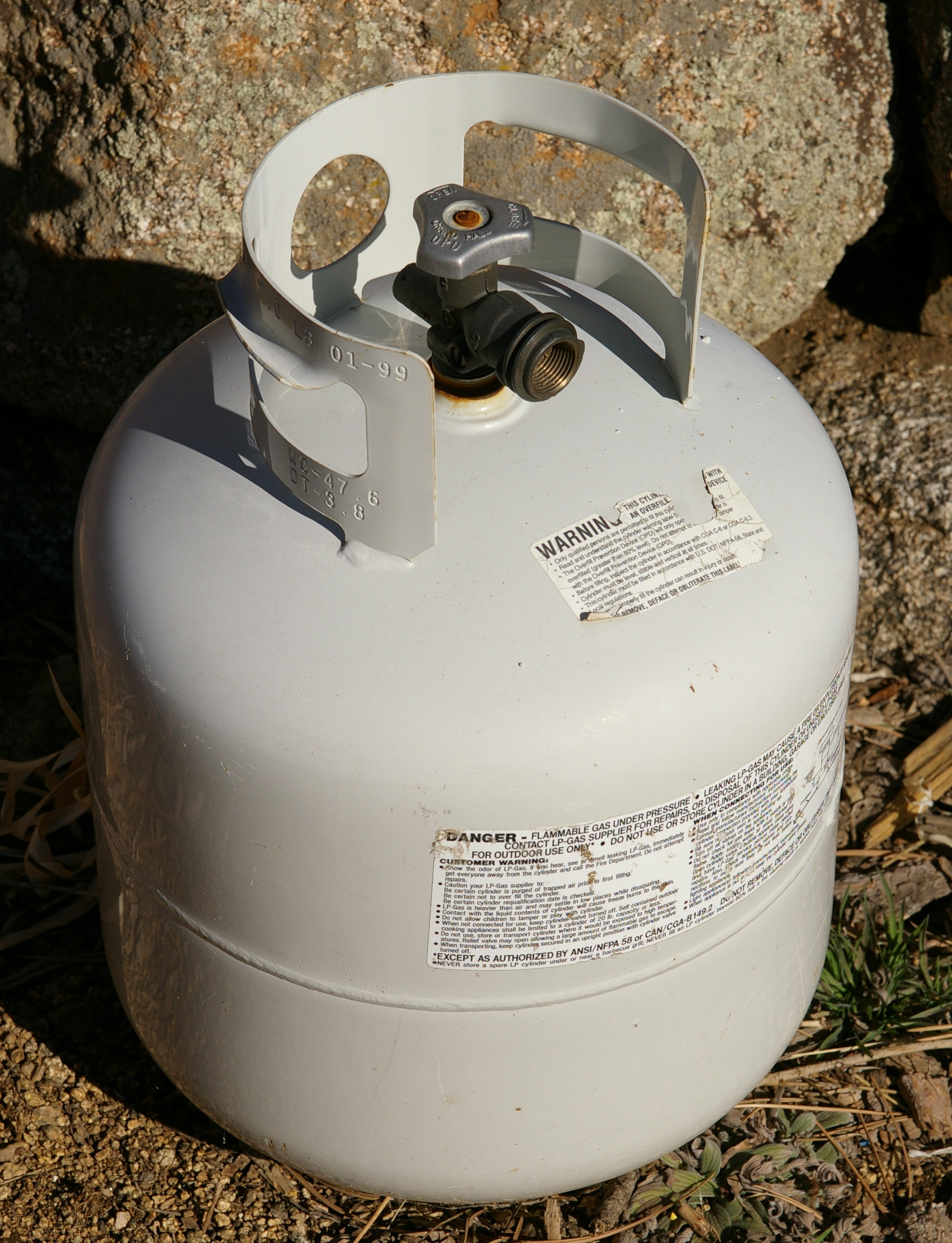
ガスボンベに入れられたLPG。米国では都市部でのバーベキューにこのような小型のボンベが用いられることが多い。

プロパンは、主としてガス燃料として用いられている。
LPガス（LPG）として販売されていることが多い。LPガスはプロパンにプロピレン、ブタン、ブチレンを混合したものである。また、工業用無臭ガス以外では安全のためにエタンチオールが着臭剤として添加されている。
LPガスは厨房用、給湯用、空調用の熱源として用いられている。都市ガスとは異なり供給時にはLPGボンベを用いることが多く、販売業者が定期的にLPGボンベを交換する。
ボンベは高圧ガス保安法により義務付けられた耐圧試験を定期的に受ける必要がある。
また、LPガスは運輸部門でも用いられている。LPガス車の中ではタクシーがもっとも多く、2004年のLPガス車台数（29万台）のうち約24万台をLPGタクシーが占めている。世界では2006年現在で約1145万台がLPガスを利用している。
近年、発展途上国の農村部において、伝統的な燃料源（木材）からプロパンへの燃料源の転換が起こっており、プロパンの需要が急増している。特に中国とインドでの需要の伸びが大きい。
プロパンは、ガス吸収式冷凍機の冷媒としても用いられており、冷媒番号はR-290である。米国Sevel社は、プロパンガスを冷媒としたガス吸収式冷凍機を販売している。この冷凍機は高効率であり、稼働時に電力を必要としない。1930年代から販売されているものの現在も利用可能であり、駆動部分を持たないためにメンテナンスをほとんど必要としない。また、米国ユニリーバ社はプロパン冷媒の環境に優しい利用方法を開発中である。
21世紀に入り、オゾンホール問題や地球温暖化対策の観点から、代替フロンを含めたフロン類の利用に規制が行われるようになっているが、プロパンなどもとから自然界にある物質を「自然冷媒」として活用しようという動きもある。一方で、それらの動きに乗じて、既存の冷凍機のフロン冷媒をプロパンなどに置き換えることに対しては、設計と異なる冷媒で動かすことによるトラブルや、プロパンの可燃性による爆発などの危険性があり、高圧ガス保安法の規制の対象ともなることから、注意喚起がなされている。

## 歴史

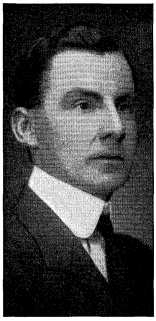
ウォルター・O・スネリング

1910年に米国鉱山局の化学者ウォルター・O・スネリングが、ガソリンの揮発成分の中から発見した。同様に石油のガス分の研究をしていたフランク・P・パターソン、チェスター・カー、アーサー・カー らと協力。ガソリン精製の過程で出るプロパンを取扱いし易い液体にする方法を開発し、世界最初のプロパン小売業者となるAmerican Gasol社を1911年11月11日に創立した。
スネリングは1911年までに比較的純粋なプロパンを生産し、1913年3月25日にLPガスを処理し製造する方法を特許番号 #1,056,845として取得した。この特許とは別にフランク・ピーターソンによって、1912年7月2日に圧縮されたLPガスを製造する手法が開発された。

## 置換基
置換基としてのプロパンは末端で連結するプロピル基（1-プロピル基）と中央で連結するイソプロピル基（2-プロピル基）がある。

プロピル基または 1-プロピル基
イソプロピル基または 2-プロピル基